# 吳通微
吴通微（?—?），唐朝海州（今江苏省连云港市西南）人。
父亲吴道瓘为道士，善于教育诱导儿童。唐德宗在东宫为太子，以吴道瓘为师，而吴通微兄弟，也出入宫庭，他们经常陪侍太子，待遇深厚。建中四年（783年），吴通微自寿安县令入朝为金部员外郎，召任充当翰林学士。改任职方郎中，知制诰。与弟弟吳通玄同在宫中任职，士人以他们为荣。贞元七年（791年），改任礼部郎中，转任中书舍人。吴通玄死，在国门素服待罪，德宗将他宽宥。吴通微最终不敢穿丧服。